# Гвідо Бускалья
Гвідо Бускалья (ісп. Guido Buscaglia, 8 жовтня 1996) — аргентинський плавець. Учасник Чемпіонату світу з водних видів спорту 2022, де на дистанціях 50 метрів батерфляєм,
100 метрів вільним стилем і
50 метрів вільним стилем посів, відповідно 45-те, 44-те і 32-ге місця й не потрапив до півфіналів.